# Stazione di Tel Ponte
La stazione di Tel Ponte (in tedesco Bahnhof Töll Brücke) è stata una fermata ferroviaria posta sulla linea Merano-Malles. Serviva la frazione di Tel, nel comune di Parcines (BZ).
La gestione degli impianti era affidata a Strutture Trasporto Alto Adige.

## Storia
La fermata venne attivata nel 2005 per sostituire provvisoriamente la stazione di Tel, necessitante di lavori di ristrutturazione per poter essere riaperta al pubblico. Si trovava a 1,5 km di distanza dal centro di Parcines.
A seguito della riapertura della stazione di Tel, nel dicembre 2012, la fermata di Tel Ponte è stata dismessa.

## Strutture e impianti
La fermata era a binario singolo e priva di fabbricato viaggiatori: il marciapiede era semplicemente protetto da una pensilina con struttura in legno e acciaio.